# Тараканово (Сернурський район)
Тарака́ново (рос. Тараканово, марій. Таракан) — присілок у складі Сернурського району Марій Ел, Росія. Входить до складу Зашижемського сільського поселення.

## Населення
Населення — 107 осіб (2010; 100 у 2002).
Національний склад (станом на 2002 рік):
- марі — 87 %